# Anerastia dubia
Anerastia dubia is een vlinder uit de familie snuitmotten (Pyralidae). De wetenschappelijke naam is voor het eerst geldig gepubliceerd in 1929 door Gerasimov.
De soort komt voor in Europa.